# Dichromanthus michuacanus
Dichromanthus michuacanus är en orkidéart som först beskrevs av Juan José Martinez de Lexarza, och fick sitt nu gällande namn av Gerardo A. Salazar och Soto Arenas. Dichromanthus michuacanus ingår i släktet Dichromanthus och familjen orkidéer. Inga underarter finns listade i Catalogue of Life.